# Deutsche Hochschule (Zeitschrift)
Die Deutsche Hochschule war die Verbandszeitschrift des (liberal-jüdischen) Burschenbunds-Convents.

## Geschichte
Oskar Scheuer initiierte 1909 die Blätter für deutschnationale freisinnige Farbenstudenten in Österreich. Sie erschienen im Oktober 1910. Nach Gründung des Burschenbunds-Convents wurden sie zur Verbandszeitschrift, die vom  Altherrenausschuss des Convents herausgegeben wurde.  Ab Jahrgang IX (1919) hieß sie Zeitschrift der national-freiheitlichen Studentenschaft, ab Jahrgang X (1920) Zeitschrift der national-freiheitlichen Studentenschaft in Deutschösterreich und Deutschland. Von 1920 bis Jahrgang XII (1922) trug sie den Namen Organ des Burschenbunds-Convents. Der Jahrgang 1923 – zur Zeit der Deutschen Inflation 1914 bis 1923 – fiel aus. An die Mitglieder des B.C. wurden nur kurze hektografierte Korporationsberichte versandt. Deshalb wurde in jenem Jahre die Folge der Jahrgänge nicht weitergezählt. Im Mai 1924 eröffnete das Heft 1/3  den XIII. Jahrgang. Ab 1924 hieß der Untertitel bis zuletzt Zeitschrift des Burschenbunds-Convents (B.C.) und der Deutschen national-freiheitlichen Studentenschaft. Schriftleiter war von Jahrgang I–XV Oskar Scheuer. Von da ab war Scheuer Hauptschriftleiter und Sanitätsrat Dr. Richard Friedländer verantwortlicher Redakteur. Das Periodikum erschien monatlich in einem Umfang von jeweils 16 Seiten im Format 22 ½ × 28 ½. Anzeigen waren auf 3–4 Seiten gedruckt. Die Auflage betrug 2000 Stück.